# Какан
Какан (перс. قاقان) — село в Ірані, у дегестані Кугсар, у Центральному бахші, шагрестані Шазанд остану Марказі. За даними перепису 2006 року, його населення становило 478 осіб, що проживали у складі 108 сімей.

## Клімат
Середня річна температура становить 10,80 °C, середня максимальна – 30,13 °C, а середня мінімальна – -11,77 °C. Середня річна кількість опадів – 267 мм.
| Клімат поселення                              | Клімат поселення | Клімат поселення | Клімат поселення | Клімат поселення | Клімат поселення | Клімат поселення | Клімат поселення | Клімат поселення | Клімат поселення | Клімат поселення | Клімат поселення | Клімат поселення | Клімат поселення |
| Показник                                      | Січ.             | Лют.             | Бер.             | Квіт.            | Трав.            | Черв.            | Лип.             | Серп.            | Вер.             | Жовт.            | Лист.            | Груд.            |                  |
| Середній максимум, °C                         | 5,20             | 7,15             | 11,42            | 17,79            | 23,12            | 28,47            | 30,13            | 30,03            | 25,30            | 19,04            | 12,03            | 6,55             |                  |
| Середня температура, °C                       | −3,29            | −1,32            | 2,93             | 9,32             | 14,63            | 19,98            | 24,17            | 24,07            | 19,35            | 13,08            | 6,08             | 0,61             |                  |
| Середній мінімум, °C                          | −11,77           | −9,81            | −5,56            | 0,84             | 6,14             | 11,50            | 18,22            | 18,13            | 13,40            | 7,14             | 0,13             | −5,35            |                  |
| Норма опадів, мм                              | 41               | 39               | 49               | 35               | 28               | 4                | 1                | 1                | 0                | 7                | 25               | 37               |                  |
| Середньомісячна швидкість вітру, м/с          | 1.30             | 2.39             | 2.68             | 2.84             | 2.56             | 2.28             | 2.21             | 2.12             | 2.21             | 1.95             | 1.90             | 1.39             |                  |
| Середньомісячна сонячна радіація, кДж/м²·день | 9578             | 12650            | 15342            | 18533            | 22468            | 26988            | 25861            | 24317            | 21483            | 16092            | 11282            | 9263             |                  |
| --------------------------------------------- | ---------------- | ---------------- | ---------------- | ---------------- | ---------------- | ---------------- | ---------------- | ---------------- | ---------------- | ---------------- | ---------------- | ---------------- | ---------------- |
| Джерело:                                      |                  |                  |                  |                  |                  |                  |                  |                  |                  |                  |                  |                  |                  |